# Anisodactylus sadoensis
Anisodactylus sadoensis es una especie de escarabajo de tierra del género Anisodactylus, categorizada en la tribu Harpalini, de la subfamilia Harpalinae.

## Distribución
Se distribuye por Japón.

## Taxonomía
Fue descrita por Schauberger en 1932.
Tratamiento taxonómico
La especie aparece registrada y publicada en Zur Kenntnis der paläarktischen Harpalinen. (VIII. Beitrag). -. Coleopterologisches Centralblatt, 5 (6): 153-192. (Berlin). (1932).